# Clonee
Clonee (en irlandais, Cluain Aodha, la pâture d'Aodh) est un village et un townland dans le comté de Meath, en Irlande. 
La localité est limitrophe du comté de Fingal, à l'est des townlands de Huntstown et Littlepace où certaines maisons de Cloney sont domiciliées au point de vue postal.
La rivière Tolka passe dans le village.

## Géographie

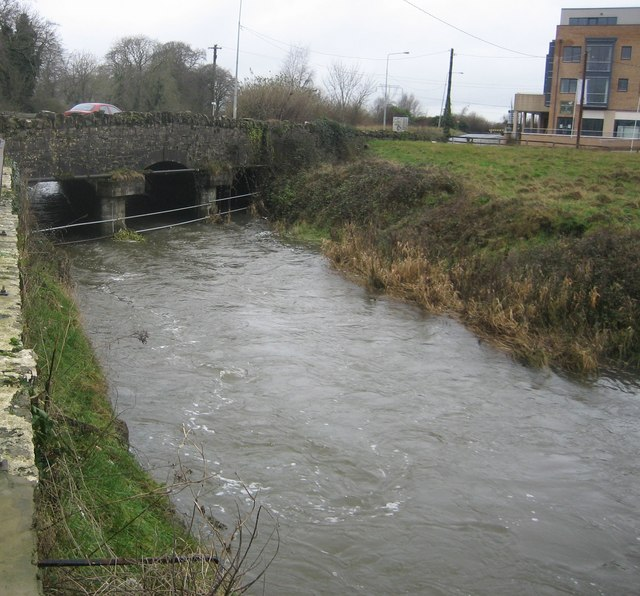
Le franchissement de la Tolka.

Clonee est situé sur un terrain assez plat, avec le passage de la rivière Tolka, rejoint par le ruisseau de Clonee à une extrémité du village.

## Situation et accès
Le townland fait partie d la paroisse civile de Dunboyne, située à une paire de kilomètres par la R156.
La localité est située tout près de la nationale N3, Dublin - Cavan, et à 6 kilomètres au nord-ouest de l'autoroute M50.

### Bus
Dublin est à 14 km, desservi par les lignes de Dublin Bus, 70 (Baggot St- Dunboyne), 70D (vers Dublin City University) et 270 (Blanchardstown Shopping Centre-Dunboyne). La banlieue d'Ongar est toute proche, reliée par la ligne 39/A, Belfield/Baggot Street).
La ligne 109 des Bus Éireann (de/à Dunshaughlin, Navan, Kells, Virginiaet Cavan) et la ligne 105 (de/à Ratoath via Fairyhouse Racecourse) desservent aussi Clonee. Les arrêts se trouvent de chaque côté du magasin Lidl.

### Rail
Clonee est desservi par la gare d'Hansfield à Ongar/Barnswell. Des arrêts se font à Clonsilla, Coolmine, Castleknock, Ashtown et Dublin Docklands via Dublin city, Dunboyne et la M3 Parkway station dans le sens inverse.

## Aménagements
Trois pubs et deux supermarchés (Aldi & Lidl) complètent la trame commerciale. Clonee héberge le Dunboyne Tennis Club. Clonee United, le Royal Meath Pitch, le Putt club, le club GAA Erin Go Bragh, se trouvent à Littlepace.
'Gateway to Meath' est une installation artistique sur le N3 Clonee Bypass. Elle représente une statue d'homme en bronze de 2,7 m de haut et une barrière de 4 m de haut, en bronze également, due à l'artiste Ann Meldon Hugh.

## Économie
Le Kepak Group, une grande entreprise de transformation alimentaire avec un chiffre d'affaires de plus de 500 millions d'euros et employant plus de 2 000 personnes en Irlande et au Royaume-Uni, a déménagé son siège social à Clonee en 1981.

## Démographie

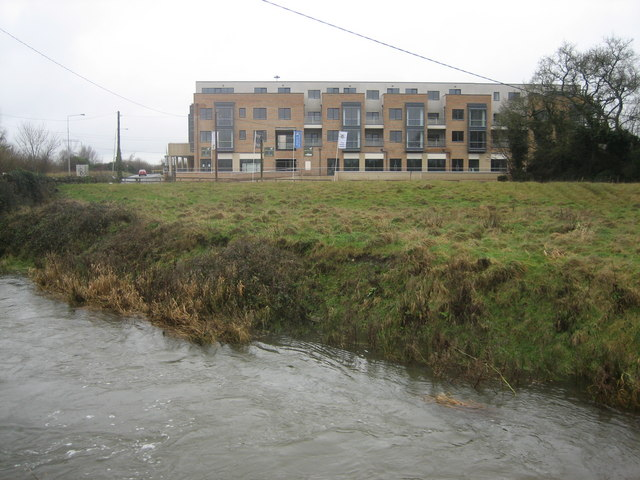
Appartements à Clonee.

Entre 2011 et 2016, le village a connu une augmentation de sa population de 30,9 %, passant de 631 à 826 habitants.